# Калавии
Калавиите (gens Calavia) са фамилия от Кампания в Древен Рим. Техният език е оскийски.
Известни от фамилията:
- Овий Калавий, баща на Офилий Калавий.
- Офилий Калавий, от Капуа, участва в Битка при Каудинийските проходи 321 пр.н.е.[1]
- Овий и Новий Калавий, братя 314 пр.н.е.[2]
- Пакувий Калавий, магистрат на Капуа по времето на инвазията на Ханибал.[3]
- Перола Калавий Пакуви, син на Пакувий Калавий.[4]
- Стхений Калавий, брат на Пакувий Калавий.[5][6]
- Калавий Сабин, командир на легион при Луций Юний Цезений Пет в Армения 62 г.[7]